# 佐藤小次郎
佐藤小次郎（1872年7月26日－1928年8月21日），是一名日本陸軍軍官。
佐藤小次郎生于三重县。曾在陆军士官学校以及陸軍大學校就讀。日俄战争期間出任第2軍參謀。1916年4月任第9师团参谋长。西伯利亚干涉期間，佐藤小次郎任第12師團后勤督导员。1919年4月出任浦盐派遣军憲兵司令官。1920年2月出任釜山要塞司令官。1921年2月出任台灣軍參謀長。1924年2月出任東京湾要塞司令官，同年12月不再擔任軍官，並且成為後備人員之一。